# Тейлор, Ларри (блюзмен)
Ларри «Крот» Тейлор (англ. Larry «The Mole» Taylor, настоящее имя Сэмюэл Лоуренс Тейлор (англ. Samuel Lawrence Taylor); 26 июня 1942 года, Нью-Йорк, США — 19 августа 2019 года, Лейк-Бальбоа, Калифорния, США) — американский блюзовый бас-гитарист, певец, автор песен. Десятикратный номинант Blues Music Awards в категории «Блюзовый бас-гитарист» (2002, 2006—2012, 2014, 2020). Наиболее известен как бас-гитарист блюз-рок группы Canned Heat. Младший брат барабанщика группы The Ventures Мела Тейлора.

## Биография
Ларри Тейлор родился в Нью-Йорке, его мать была еврейкой, а отец — WASP» родом из Теннесси. В детстве семья Тейлора жила то в Бруклине, то в Теннесси; также жили в Техасе и Калифорнии. В юношеском возрасте Тейлор был отправлен матерью из Калифорнии в школу в Теннесси, где был обязательный курс подготовки офицеров резерва, с целью приучить к дисциплине, поскольку тот был «неисправимым» ребенком. Тейлор проучился в школе всего год. Его первое знакомство с музыкой произошло благодаря брату Мелу, который в то время был гитаристом блюграсс, а не барабанщиком сёрф-рока, как он впоследствии стал известен, и Ларри изначально стал учиться играть на гитаре. Он переключился на бас-гитару, увидев местного калифорнийского музыканта Уэсли Рейнольдса в клубе Sea Witch. Сам Тейлор вспоминал: «Однажды вечером я был в клубе Sea Witch, и там играл длинноволосый парень по имени Уэсли Рейнольдс. Когда я пришёл на концерт, там стояла бас-гитара, прислонённая к усилителю. В перерыве я спросил его, можно ли мне взять эту бас-гитару и сыграть на ней во время следующего сета». Басист группы в этот день не смог прийти на концерт, и Тейлор отыграл всю программу . Позже Тейлор сбежал из дома с Рейнольдсом и уехал на его машине в Оклахому, где группа Рейнольдся гастролировала без особого успеха в течение почти года. Обратно в Калифорнию Тейлор добирался автостопом . Через полгода после возвращения он стал играть в клубе  «Морская ведьма» с Джерри Макги.   
В 1959 году Тейлор вошёл в состав группы The Gamblers, одной из первых рок-групп, исполнявших инструментальный сёрф, в состав которой входил в частности Эллиот Ингбер, в будущем участник групп Фрэнка Заппы Mothers of Invention и The Magic Band Капитана Бифхарта и Брюс Джонстон, участник The Beach Boys. Группа в 1960 году выпустила сингл «Moon Dawg», который стал местным хитом в районе Лос-Анджелеса. В 1961 году в течение года гастролировал с Джерри Ли Льюисом, включая турне по Австралии. В 1964 году он стал одним из создателей группы Candy Store Prophets, которая аккомпанировала группе The Monkees на первых её двух альбомах и первых гастролях по США . Игру самого Тейлора можно услышать на большинстве альбомов The Monkees, выпущенных до 1970 года включительно. 

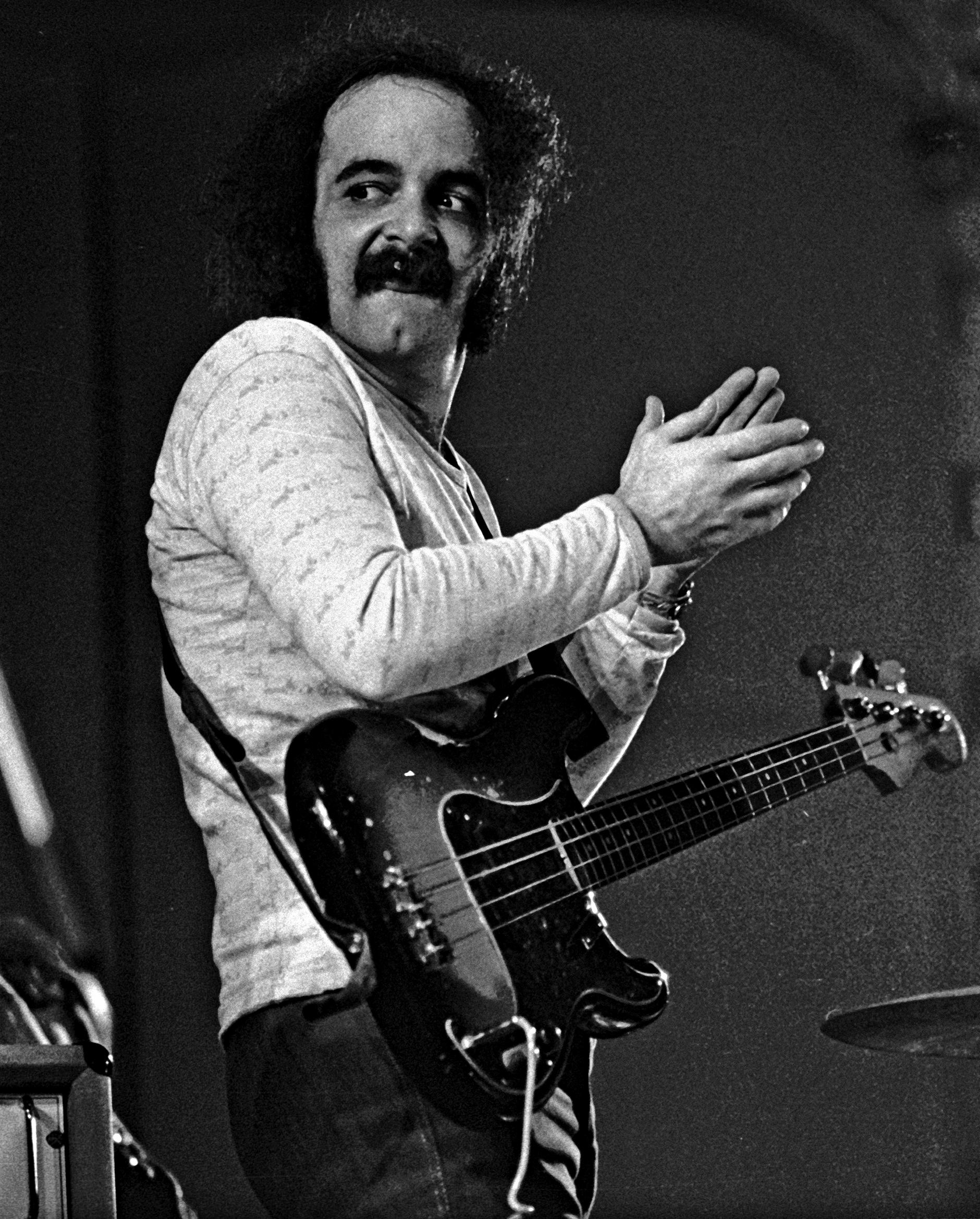
Тейлор на сцене с The Bluesbreakers в 1971 году

В 1967 году Генри Вестайн предложил Ларри Тейлору присоединиться к Canned Heat, где Тейлор оставался с 1967 по 1970 год, выступив с группой на различных фестивалях, включая фестиваль в Вудстоке. Там он получил от менеджера группы Скипа Тейлора своё прозвище «Крот». В Canned Heat кроме бас-гитары, он иногда исполнял партии соло-гитары, примером может служить песня «Down in the Gutter, But Free» с альбома Hallelujah. 
В 1970 году, когда Джон Мейолл переехал в Лос-Анджелес, Тейлор и Харви Мандел покинули Canned Heat и присоединились к Bluesbreakers. Тейлор провёл в составе Bluesbreakers с 1970 по 1977 год. После гастролей Bluesbreakers в 1977 году Тейлор покинул Мейолла, и некоторое время играл в группе Sugarcane Harris Band (позже переименованной в Pure Food and Drug Act). После ухода от Джона Мейолла, Тейлор начал учиться игре на контрабасе и изучал классическую музыку .
В то же время Тейлор сотрудничал с другими музыкантами. В 1972 году Ларри присоединился к группе своего брата Мела The Ventures и записался в альбоме Ventures Rock and Roll Forever. С 1974 года играл в группе The Hollywood Fats Band. Это была первая профессиональная группа, в которой Тейлор играл на контрабасе. Тейлор играл в этой группе до 1986 года, когда Холливуд Фэтс умер и группа распалась. В конце 1970-х недолго работал с Родом Пьяццей, но ушёл от него, когда к группе присоединилась Хани Пьяцца, посчитав, что «она не умеет играть» и «она ужасна». С 1980 по 2011 год плотно сотрудничал с Томом Уэйтсом, записался на его многочисленных альбомах, и был бас-гитаристом в его гастрольной группе.
В 1987 году Тейлор снова вернулся в Canned Heat на пять лет; он также недолго гастролировал с ними с 1996 по 1997 год. В 2002 году оставшиеся участники группы The Hollywood Fats Band воссоединились под названием «Hollywood Blue Flames». 
В 2002 году был впервые номинирован на Blues Music Awards как лучший блюзовый бас-гитарист; всего номинировался на эту награду десять раз, но ни разу её не получил. В течение своей карьеры записывался со многими известнейшими музыкантами, в их числе Смоуки Уилсон, Шейки Джейк, Альберт Кинг, Род Пьяцца, Эрик Клэптон, Мик Тейлор, Джон Ли Хукер, Dr. Feelgood, Джон Хэммонд, Джуниор Уотсон, Чарли Масселуайт, Сэм Филлипс, Ким Уилсон, Джей Джей Кейл, Терри Эванс, Филлип Уокер, Финис Тасби, Кэндай Кейн, Соломон Бёрк, The Mannish Boys, Крис Кейн. 
В 2006 году выступил на концерте Флойда Диксона, Пайнтоп Перкинса и Генри Грея, который вышел в 2013 году под названием Time Brings About A Change. В 2008 году записался на двух синглах Бейонсе.
19 августа 2019 года умер  после 12-летней борьбы с раком, оставив жену и троих детей.
Барри Левенсон сказал что «Ларри был лучшим блюзовым басистом, которого я когда-либо слышал, и, конечно же, он мог сыграть практически всё. Его прозвали „Крот“, потому что он так глубоко погружался в ритм… он был, безусловно, одной из икон рутс-музыки!» 
Скип Тейлор сказал что: «Ларри рассказывал замечательные истории, забавные шутки, был гурманом, коллекционером вина, пластинок и рок-постеров, компьютерным гением и просто особенным человеком, который действительно „жил музыкой“» 

## Избранная дискография
С Canned Heat
- 1967:Canned Heat (Liberty)
- 1968:Living the Blues (Liberty)
- 1968:Livin' The Blues - Vol.2 (Liberty)
- 1968:Boogie with Canned Heat (Liberty)
- 1968:Livin' The Blues - Vol.1 (Liberty)
- 1969:Vintage (Janus Records)
- 1969:Hallelujah (Liberty)
- 1970:Future Blues (Liberty)
- 1988:Reheated (SPV Records)
- 1991:Burnin’ Live (AIM)
- 1994:Internal Combustion (River Road Records)
- 1995:In Concert (King Biscuit Flower Hour Records)
- 1997:Canned Heat Blues Band (Rowyna Music)

C The Monkees
- 1966:The Monkees (Colgems)
- 1967:More of the Monkees (Colgems)
- 1969:Instant Replay (Colgems)
- 1969:The Monkees Present (Colgems)
- 1970:Changes (Colgems)

C Джоном Мейоллом 
- 1969:Empty Rooms (Polydor)
- 1970:USA Union (Polydor)
- 1971:Back to the Roots (Polydor)
- 1971:Memories (Polydor)
- 1972:Jazz Blues Fusion (Polydor)
- 1973:Moving On (Polydor)
- 1974:Latest Edition (Polydor)
- 1975:New Year, New Band, New Company (ABC Blue Thumb)
- 1975:Notice to Appear (ABC Records)
- 1976:А Banquet in Blues (ABC Records)
- 1977:Lots of People (ABC Records)
- 1988:Archives to Eighties (Polydor)
- 1999:Rock the Blues Tonight (Indigo Delux)

С Харви Манделом
- 1969:Games Guitars Play (Philips)
- 1971:Baby Batter (Janus Records)
- 1971:Electronic Progress (Mason Records)
- 1972:The Snake (Janus Records)
- 1995:Mercury Years (Mercury)

С Томом Уэйтсом
- 1980:Heartattack and Vine (Asylum Records)
- 1983:Swordfishtrombones (Island Records)
- 1985:Rain Dogs (Island Records)
- 1987:Franks Wild Years (Island Records)
- 1992:Bone Machine (Island Records)
- 1999:Mule Variations (Anti-)
- 2002:Alice (Anti-)
- 2002:Blood Money (Anti-)
- 2004:Real Gone (Anti-)
- 2011:Bad as Me (Anti-)